# Poesia didattica del Nord
La poesia didattica del nord è stato quel movimento poetico sorto e cresciuto nella Pianura Padana nel Medioevo, che aveva come scopo di ammaestrare un gruppo di fedeli con l'uso della poesia trattando esempi di ammonizioni. Queste composizioni erano di natura prosastica in cui veniva usato il metro antico o la lassa monorima.
Principale autore di questo movimento è Bonvesin de la Riva (autore del libro delle tre scritture che parlavano dell'inferno, del paradiso e della passione di Cristo), tra gli altri Giacomino da Verona (autore di un poemetto in settenari doppi che trattava dell'aldilà), Gherardo Patecchio, Uguccione da Lodi, Pietro da Barsegapè e l'Anonimo Genovese.
È contemporanea alla fioritura della poesia religiosa in Umbria, che ha un tono più mistico.